# Cosmarium panamense
Cosmarium panamense là một loài Song tinh tảo trong họ Desmidiaceae, thuộc chi Cosmarium.